# Huitzuco de los Figueroa
Huitzuco de los Figueroa é uma localidade do estado de Guerrero, no México.